# Bitwa o Białogard
Bitwa o Białogard – starcie zbrojne mające miejsce w dniach 4–5 marca 1945 między oddziałami Armii Czerwonej a Wehrmachtu, zakończone zdobyciem Białogardu przez czerwonoarmistów.
1 Gwardyjska Armia Pancerna Armii Czerwonej wprowadzona w wyłom w obronie niemieckiej 11 Armii Polowej Grupy Armii Wisła ruszyła w kierunku Kołobrzegu, w ramach operacji pomorskiej. Do Białogardu najszybciej dotarli żołnierze 8 Korpusu Zmechanizowanego. Po złamaniu oporu wojsk niemieckich na przedpolu, rozpoczął się nocny atak na miasto w którym 8 KZmech. był wspierany przez 3 Gwardyjski Korpus Kawalerii. Po ulicznych walkach w czasie których zniszczone zostało jedynie 10 procent zabudowy miasto zostało zdobyte. 
W starciu poległo 600 Niemców a 800 dostało się do radzieckiej niewoli. Oprócz tego armia niemiecka straciła m.in. 6 czołgów i 11 dział. W ręce żołnierzy Armii Czerwonej trafiły m.in. 24 karabiny maszynowe, Panzerfausty i składy ze sprzętem wojennym.  W czasie walk poległa Ukrainka A. Samysenko służąca w 1 Gwardyjskiej Brygadzie Pancernej, uczestniczka walk w obronie Republiki Hiszpańskiej.

## Upamiętnienie
W 1961 roku zbudowano przy ul. Kopernika w Białogardzie Pomnik Wdzięczności Armii Czerwonej, a w 1970 władze miasta nadały uczestnikowi bitwy gen. Władimirowi Boczkowskiemu tytuł honorowego obywatela Białogardu.